# لاري فوستر
لاري فوستر (بالإنجليزية: Larry Foster)‏ هو لاعب كرة قدم أمريكية أمريكي، ولد في 7 نوفمبر 1976 في هارفي في الولايات المتحدة.

## وصلات خارجية
- لاري فوستر على موقع مرجع كرة القدم المحترفة.كوم (الإنجليزية)